# João José Pereira
João José Sales Henriques de Carvalho Pereira (Caldas da Rainha, 28 dicembre 1987) è un triatleta portoghese.

## Biografia

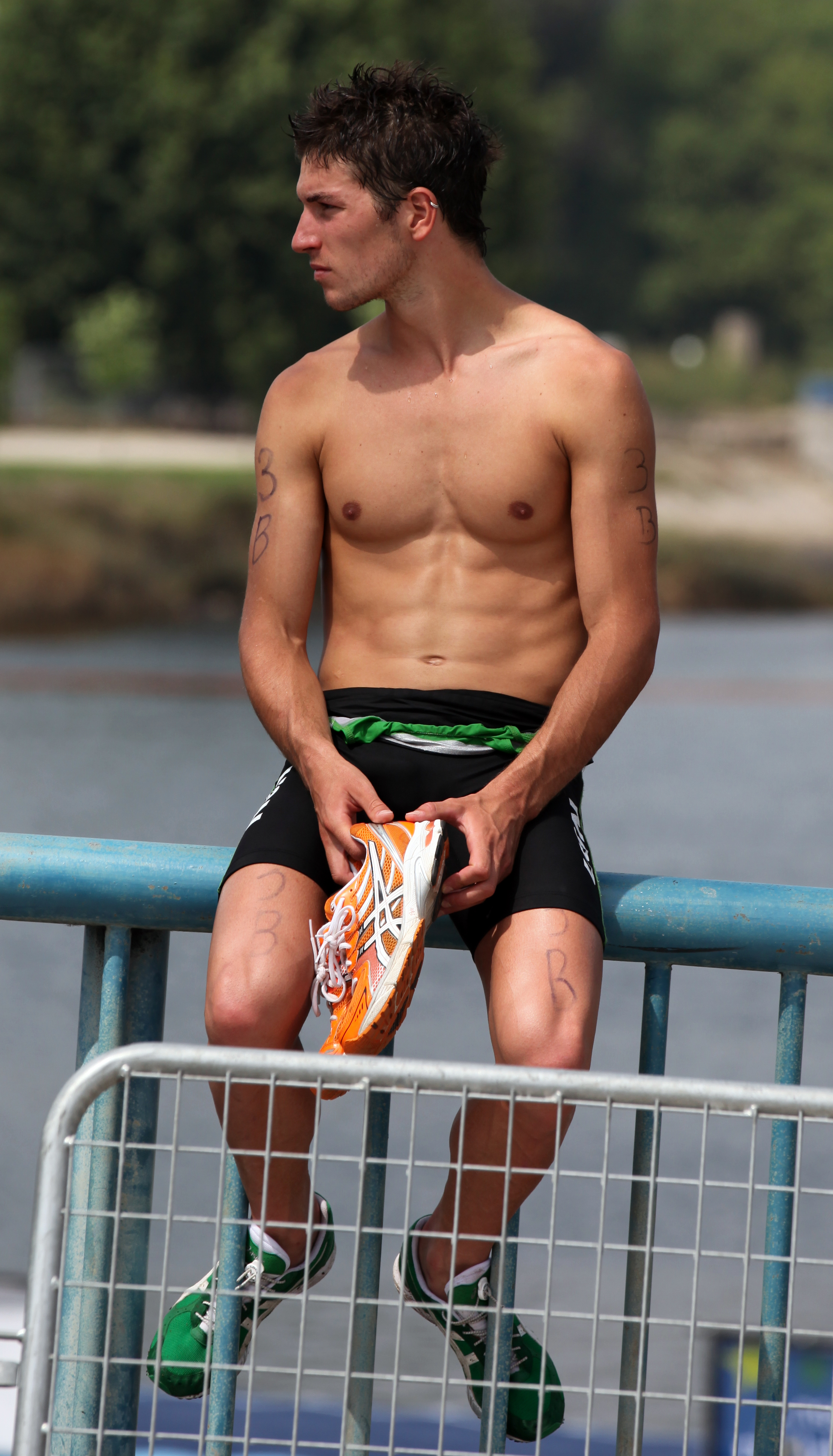
João Pereira agli europei di Pontevedra 2011.

Ha rappresentato il Portogallo ai Giochi olimpici estivi di Rio de Janeiro 2016 e Tokyo 2020. In carriera ha vinto il titolo continentale individuale agli europei di Kitzbühel 2017 e la medaglia d'oro ai XVIII Giochi del Mediterraneo di Tarragona 2018.

## Palmarès
- Europei

Kitzbühel 2017: oro nell'individuale.
Weert 2019: argento nell'individuale.
- Giochi del Mediterraneo

Tarragona 2018: oro nell'individuale.